# Луї Доріньї
Луї Доріньї (фр. Louis Dorigny) (* 14 червня 1654, Париж — † 29 листопада 1742, Верона) — французький живописець і гравер, старший син Мішеля Доріньї, брат Ніколи Доріньї — також художників та граверів.
Навчався у свого батька, у Шарля Лебрена і, нарешті, в Італії, де писав фрески в манері Франческо Солімени.
У 1671 році вирушив до Італії, де працював художником-декоратором і гравером майже все своє життя, за винятком років 1704—1706, коли був у Парижі і 1711—1712, коли відвідав Відень для прикраси Зимового палацу принца Євгена Савойського (нині австрійське Міністерство фінансів).
В 1678 році оселився у Венеції, де прикрашав церкви й палаци міста. Серед його робіт стеля S Silvestro (1678) та прикраси у Palazzo Museli. У 1687 році переїхав на постійне проживання до Верони і прикрашав, зокрема, собори в Удіне і Тренто, а також працював на Вілла Ротонда поблизу Віченци (близько 1700—1704) і Вілла Алегрі у Греццані (1717—1720).

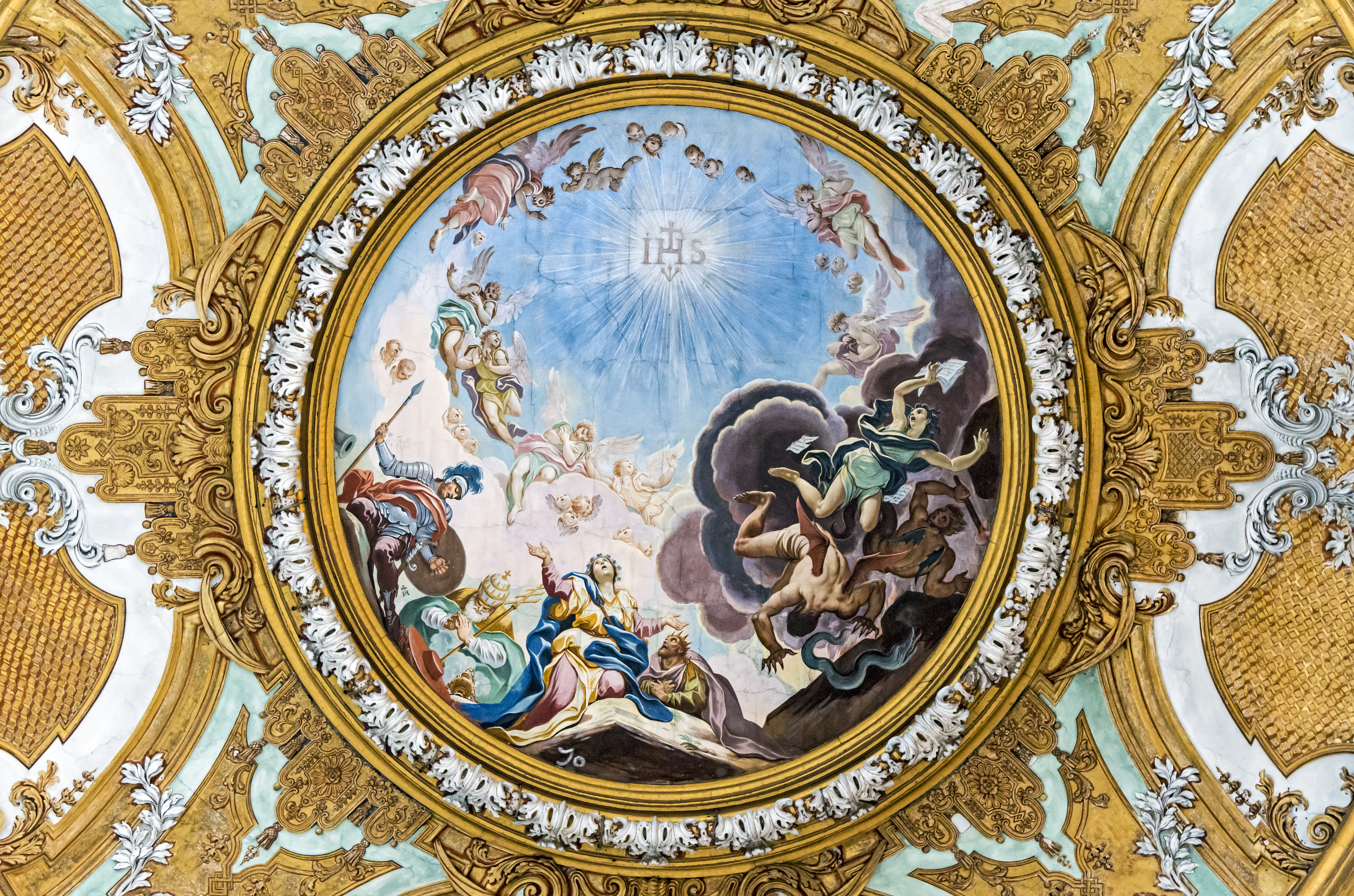
Церква Джезуїті

Головний твір його пензля — живопис в куполі церкви в Тренто. Доріньї займався також гравіюванням; зразками цього виду його робіт є: цикл «Pensées chrétiennes» (32 аркуші), «Вид амфітеатру у Вероні» і «Висадка сарацинів в Остії», з Рафаеля.